# Lijst van Surinaamse ministers van Defensie

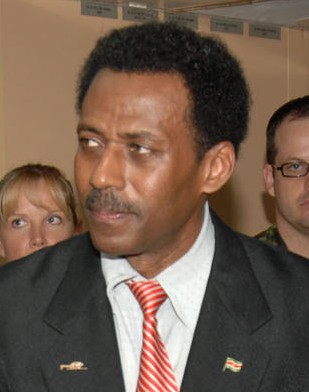
Ivan Fernald; van 2005 tot 2010 de minister van Defensie

De minister van Defensie staat aan het hoofd van het ministerie van Defensie. Dit ministerie werd in 1988 opgericht en de verantwoordelijkheid viel sinds 1975 toe aan andere ministers.
Voor de onafhankelijkheid van Suriname in 1975, werden "Buitenlandse Zaken" en "Defensie" gezien als een koninkrijksaangelegenheden, zodat er pas vanaf 1975 een minister voor verantwoordelijk is.
| Minister van ... | Minister               | Termijn      | Partij | Kabinet        |
| --- | ---------------------- | ------------ | ------ | -------------- |
| Coördinerend minister van Defensieaangelegenheden (naast minister van Justitie en Politie wat hij vanaf 1973 al was) | Eddy A. Hoost          | 1975 - 1977  | PNR    | Arron I        |
| ook Algemene Zaken                                                                                                   | Henck A.E. Arron       | 1977 - 1980  | NPS    | Arron II       |
| Minister van Leger en Politie                                                                                        | Michel van Rey         | 1980         |        | Chin A Sen I   |
| Minister van Leger en Politie                                                                                        | Edy Ruimveld           | 1980         |        | Chin A Sen I   |
| Minister van Leger en Politie                                                                                        | André R. Haakmat       | 1980 - 1981  |        | Chin A Sen II  |
| Minister van Leger en Politie                                                                                        | Harvey H. Naarendorp   | 1981         | NDP    | Chin A Sen II  |
| Minister van Leger en Politie                                                                                        | Laurens E. Neede       | 1981 - 1982  |        | Chin A Sen II  |
| Minister van Leger en Politie                                                                                        | Iwan F. Graanoogst     | 1982         | NDP    | Neijhorst      |
| Minister van Leger en Politie                                                                                        | Wilfred Maynard        | 1983 - 1984  | NDP    | Alibux         |
| Minister van Leger en Politie                                                                                        | Wilfred Maynard        | 1984 - 1985  | NDP    | Udenhout I     |
| Minister van Leger en Politie                                                                                        | Wilfred Maynard        | 1985 - 1986  | NDP    | Udenhout II    |
| Minister van Leger en Politie                                                                                        | Wilfred Maynard        | 1986 - 1987  | NDP    | Radhakishun    |
| Minister van Leger en Politie                                                                                        | Wilfred Maynard        | 1987 - 1988  | NDP    | Wijdenbosch I  |
| Minister van Defensie                                                                                                | Willem Sheikkariem     | 1988 - 1990  | NDP    | Shankar        |
| Minister van Defensie                                                                                                | Rupert L. Christopher  | 1991         | NDP    | Kraag          |
| Minister van Defensie                                                                                                | Siegfried A. Gilds     | 1991 - 1996  | SPA    | Venetiaan I    |
| Minister van Defensie                                                                                                | Ramon A. Dwarka Panday | 1996 - 1999  | KTPI   | Wijdenbosch II |
| Minister van Defensie                                                                                                | Errol G. Snijders*     | 1999 - 2000  | NDP    | Wijdenbosch II |
| Minister van Defensie                                                                                                | Ronald R. Assen        | 2000 - 2005  | NPS    | Venetiaan II   |
| Minister van Defensie                                                                                                | Ivan C. Fernald        | 2005 - 2010  | NPS    | Venetiaan III  |
| Minister van Defensie                                                                                                | Lamuré C.A. Latour     | 2010 - 2015  | NDP    | Bouterse I     |
| Minister van Defensie                                                                                                | Ronni Benschop         | 2015 - 2020  | NDP    | Bouterse II    |
| Minister van Defensie                                                                                                | Krishna Mathoera       | 2020 - 2025  | VHP    | Santokhi       |
| Minister van Defensie                                                                                                | Uraiqit Ramsaran       | 2025 - heden | PL     | Simons         |

* = waarnemend minister
Arbeid · Binnenlandse Zaken · Buitenlandse Zaken · Defensie · Economische Zaken · Financiën · Justitie en Politie · Landbouw, Veeteelt en Visserij · Natuurlijke Hulpbronnen · Onderwijs en Volksontwikkeling · Openbare Werken · Planning en Ontwikkelingssamenwerking · Regionale Ontwikkeling · Ruimtelijke Ordening, Grond- en Bosbeheer · Sociale Zaken en Volkshuisvesting · Sport- en Jeugdzaken · Transport, Communicatie en Toerisme · Volksgezondheid
premier · president · vicepresident
gouverneurs (1650-1954) · gouverneurs (1954-1975) · gevolmachtigd ministers van Suriname